# Département Aboudeïa
Das Département Aboudeïa ist ein Département im Südosten des Tschad. Es liegt im westlichen Teil der Provinz Salamat, die Hauptstadt ist Aboudeïa. Beim Zensus im Jahr 2009 wurden 65.772 Einwohner gezählt.

## Verwaltungsuntergliederung
Das Département ist in 3 Unterpräfekturen unterteilt:
- Abgué
- Aboudeïa
- Am Habilé